# Semi Nuoranen
Semi Nuoranen (ur. 14 grudnia 1941 w Holloli) – fiński piłkarz występujący na pozycji pomocnika lub napastnika, reprezentant Finlandii w latach 1961–1972.

## Kariera klubowa

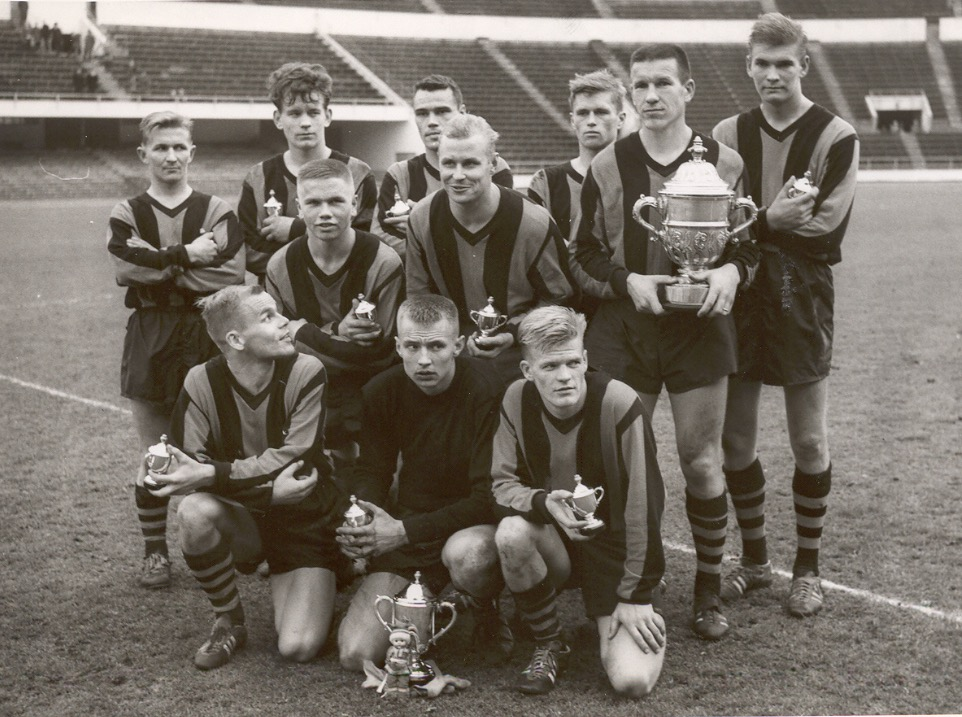
Semi Nuoranen (pierwszy od prawej) w barwach Lahden Reipas po wygranym 1:0 spotkaniu z Lappeenrannan Pallo w finale Pucharu Finlandii 1964 (18 października 1964).

Nuoranen grę w piłkę nożną na poziomie seniorskim rozpoczął w 1959 roku w trzecioligowym Lahden Reipas. W tym samym roku awansował ze swoim zespołem do Suomensarji, a rok później do Mestaruussarji. W sezonie 1963 wywalczył mistrzostwo Finlandii oraz dotarł do finału krajowego pucharu. We wrześniu 1964 roku zadebiutował w europejskich pucharach w spotkaniu z Lyn Fotball (2:1) w Pucharze Europy 1964/65.
W sezonie 1964 zdobył z Lahden Reipas Puchar Finlandii i z 14 bramkami zajął 3. miejsce w klasyfikacji strzelców ligi. W 1965 roku – po meczu Finlandii ze Szkocją (1:2) – Nuoranenem zainteresował się prezes Partick Thistle FC Tom Reid. Po półrocznych negocjacjach przybył on na miesięczne testy, podczas których 30 października 1965 zaliczył jedyny występ w barwach tego klubu w meczu Division One przeciwko Hibernian FC (3:2). W listopadzie 1965 roku powrócił do Lahden Reipas, gdzie w sezonie 1966 zaliczył 11 występów i strzelił 1 bramkę.
Na początku 1967 roku Nuoranen przeniósł się do Ilves-Kissat, dla którego rozegrał 98 spotkań i zdobył 23 gole na poziomie Mestaruussarji oraz Suomensarji. W 1970 roku znalazł się w zarządzie pierwszego w Finlandii związku zawodowego piłkarzy – Jalkapallon Pelaajayhdistyksen ja Suomen Palloliiton. W latach 1972–1973 ponownie występował w Lahden Reipas, z którym wywalczył drugi w swojej karierze Puchar Finlandii (sezon 1972). W 1976 roku grał na poziomie V ligi w zespole Kissalan Pojat, po czym zakończył grę w piłkę nożną.

## Kariera reprezentacyjna
16 czerwca 1961 zadebiutował w reprezentacji Finlandii w meczu przeciwko Bułgarii (0:2) w eliminacjach Mistrzostw Świata 1962. 27 czerwca 1961 – w swoim drugim występie – zdobył pierwszą bramkę dla drużyny narodowej w spotkaniu z Norwegią (4:1) w ramach Mistrzostw Nordyckich. W 1964 roku zagrał w wygranym 1:0 meczu ze Szwecją na Stadionie Olimpijskim, który uchodzi za jeden z największych sukcesów fińskiej piłki nożnej. W 1965 roku zdobył gola w spotkaniu z Polską w kwalifikacjach Mistrzostw Świata 1966 (2:0), który był pierwszym zwycięstwem Finów w meczach o punkty. Nuoranen podczas gry w kadrze łącznie wziął udział w czterech kampaniach kwalifikacyjnych do mistrzostw świata (1962, 1966, 1970 i 1974) oraz w eliminacjach Mistrzostw Europy 1968. Ogółem w latach 1961–1972 rozegrał w reprezentacji 31 oficjalnych meczów i strzelił 2 gole. W 2022 roku został przez Suomen Palloliitto włączony do klubu Gladiaattorit, skupiającego najbardziej zasłużone postaci dla fińskiej piłki nożnej.

### Bramki w reprezentacji
| Lp. | Data             | Miejsce                      | Przeciwnik | Bramka | Rezultat | Ranga meczu                       |
| --- | ---------------- | ---------------------------- | ---------- | ------ | -------- | --------------------------------- |
| 1.  | 27 czerwca 1961  | Stadion Olimpijski, Helsinki | Norwegia   | 4:1    | 4:1      | Mistrzostwa Nordyckie 1960-1963   |
| 2.  | 26 września 1965 | Stadion Olimpijski, Helsinki | Polska     | 2:0    | 2:0      | Eliminacje Mistrzostw Świata 1966 |

## Sukesy
Lahden Reipas
- mistrzostwo Finlandii: 1963
- Puchar Finlandii: 1964, 1972